# Inga Žolude
Inga Žolude (ur. 9 sierpnia 1984 w Rydze) – łotewska pisarka, eseistka, krytyk literacki i publicystka. 

## Życiorys
Inga Žolude urodziła się 9 sierpnia 1984 roku, w Rydze. W latach 2002–2008 studiowała filologię angielską na Uniwersytecie Łotewskim. W 2008 roku wyjechała do Stanów Zjednoczonych w ramach Programu Fulbrighta i przez rok studiowała na Uniwersytecie Południowego Illinois w Carbondale. W 2015 roku uzyskała stopień doktora na Uniwersytecie Łotewskim. 
Pierwsza powieść Ingi Žolude Silta zeme została wydana w 2008 roku. W 2010 roku opublikowała zbiór opowiadań Mierinājums Ādama kokama, za który otrzymała Literacką Nagrodę Unii Europejskiej. W 2012 roku ukazała się jej kolejna powieść Sarkanie bērni, a rok później trzecia Santa Biblia. Žolude pisze teksty krytyczne, eseje i felietony dla największej łotewskiej gazety „Diena”. Od 2010 roku jest członkiem Łotewskiego Związku Pisarzy. Jej prace zostały przetłumaczone na wiele języków, w tym angielski, niemiecki, francuski, szwedzki, polski, litewski, węgierski, czeski i bułgarski. Zbiór opowiadań Ukojenie dla drzewa Adama (Mierinājums Ādama kokama) został wydany w języku polskim w 2018 roku przez Kolegium Europy Wschodniej.

## Wybrane działa
- Silta zeme, 2008
- Mierinājums Ādama kokama, 2010
- Sarkanie bērni, 2012
- Santa Biblia, 2013
- Stāstia, 2015
- Materia Botanica, 2018
- 1904. Melanholiskais valsis, 2018